# Дозе, Фридрих-Вильгельм
Фридрих-Вильгельм Дозе (нем. Friedrich-Wilhem Dohse, родился 22 июля 1913 года в Северной Германии,  умер в 1995 году в Киле) — во время Второй мировой войны был лейтенантом СС. Возглавлял Kommando IV Sicherheitspolizei und der Sicherheitsdienst, более известное под аббревиатурой KDS, из Бордо, где был известен как один из самых жестоких преследователей французского Сопротивления.

## Биография
Родился 22 июля 1913  в Северной Германии. Его отец был учителем французского языка, и Фридрих-Вильгельм  также освоил этот язык.  В 1935 году поступил на службу в судебную полицию Киля.

### Бордо
Молодой профессиональный полицейский и унтер-офицер СС ,  Дозе был отправлен в Бордо Гельмутом Кнохеном 26 января 1942 года. 
Дозе присоединяется к СД как член нацистской партии. Он представляется капитану Герберту Хагену, главе отделения СД в Бордо, но Хаген не утвердил его назначение. В тот же вечер Дозе уезжает в Париж. На следующий день он явился Карлу Бемельбургу, главе гестапо во Франции, который приказал ему немедленно вернуться в Бордо.  В мае 1942 года Хагена убрали из Бордо и его заменил гражданский судья капитан Ганс Лютер. Когда Лютер попытался вмешаться в дела Дозе, он был освобожден от своего поста (19 octobre 1943) и заменен  на Вальтером Мачуле. 
Между 1942 и 1944 годами Дозе обосновался на Кур-дю-Марешаль-Петэн, где бордоское гестапо занимало пять роскошных зданий. Имел более 200 агентов, среди которых было много французов. Руководил всеми немецкими органами сыска в регионе. Координировал шпионаж, контрразведку и охранные мероприятия на юго-западе Франции. В его ведении находились абвер, фельдполиция, а также тайная полиция местных управлений СД.

### После Бордо
28 августа 1944 года  Дозе, тогда еще младший лейтенант, покинул Бордо. Его перевели в Данциг а затем в Данию, где он был арестован британской армией. Переданный французским войскам, он был заключен в тюрьму  в Бордо.

### Процесс
Суд над ним, а также над Гансом Лютером и боксером Антоном Энцельсбергером  проходил в военным трибуналом в Бордо с 5 мая 1953 . Был приговорен к 7 годам принудительных работ и, отбыв срок превентивного заключения, был освобожден вскоре после окончания суда.

### Смерть
Умер в 1995 году в Киле  в возрасте 82 ans лет, не выразив ни малейшего раскаяния.